# وليام برادفورد
وليام برادفورد (بالإنجليزية: William Bradford (Attorney General))‏ (و. 1755 – 1795 م) هو محام من الولايات المتحدة الأمريكية ولد في فيلادلفيا، بنسيلفانيا.
تولى منصب نائب عام الولايات المتحدة (1794-01-27–1795-08-23) .وهو عضو في الحزب الفيدرالي الأمريكي .

## التعليم
تعلم في جامعة برنستون.